# Croisances
Croisances ist eine ehemalige französische Gemeinde mit zuletzt 30 Einwohnern (Stand 2017) im Département Haute-Loire in der Region Auvergne-Rhône-Alpes (vor 2016 Auvergne). Die Gemeinde gehörte zum Arrondissement Brioude und zum Kanton Gorges de l’Allier-Gévaudan. Die Einwohner werden Croisanciens genannt.
Mit Wirkung vom 1. Januar 2016 wurde Croisances mit der Gemeinde Thoras zu einer Commune nouvelle mit gleichem Namen zusammengelegt.
Croisances liegt etwa 35 Kilometer südwestlich von Le Puy-en-Velay.

## Bevölkerungsentwicklung
| Jahr                       | 1962 | 1968 | 1975 | 1982 | 1990 | 1999 | 2006 | 2013 |
| Einwohner                  | 91   | 90   | 80   | 70   | 49   | 40   | 36   | 33   |
| Quellen: Cassini und INSEE |      |      |      |      |      |      |      |      |

## Sehenswürdigkeiten
- romanische Kirche aus dem 17. Jahrhundert

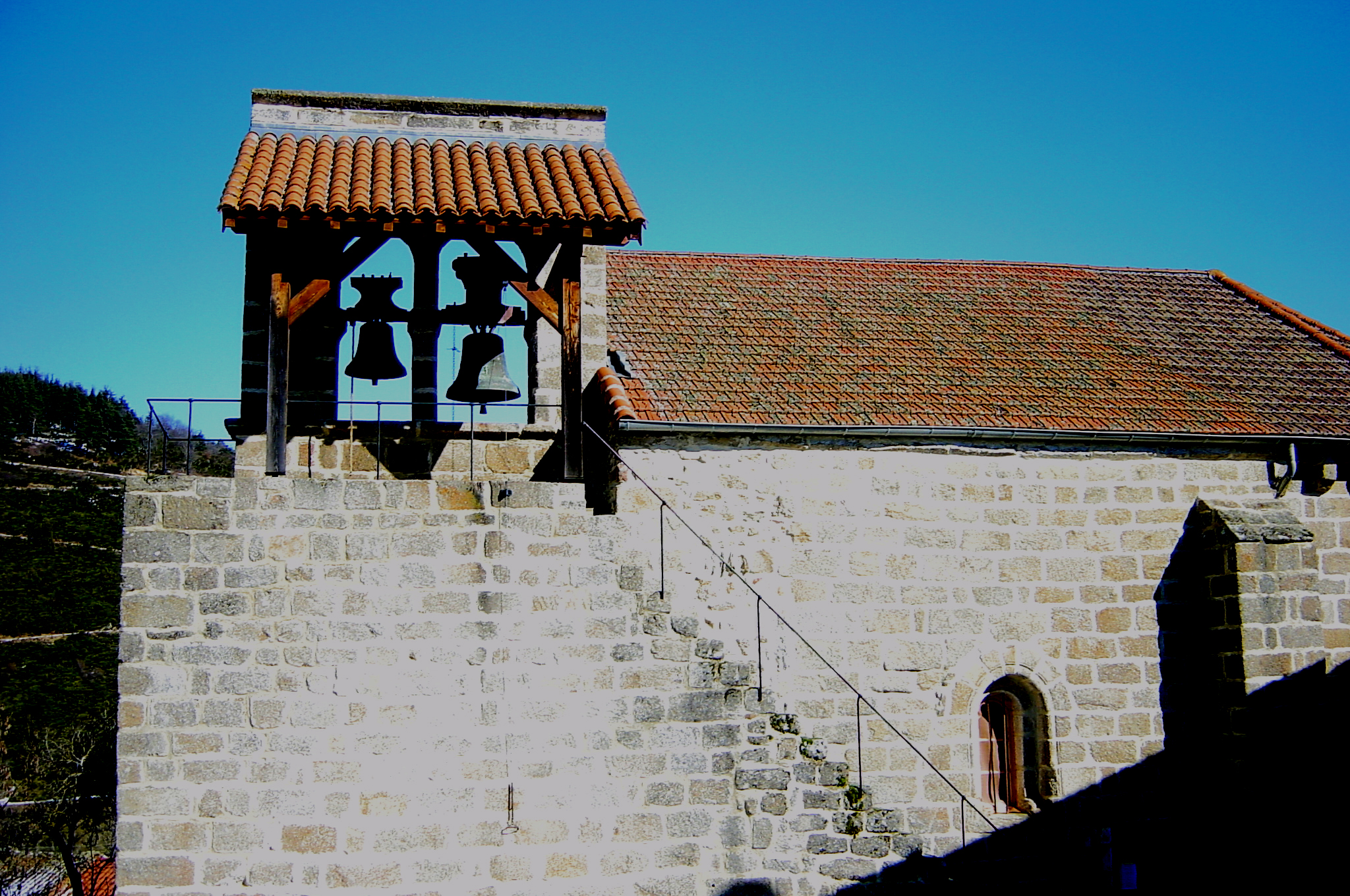
Kirche von Croisances